# Chaj-men
Chaj-men (čínsky 海门市, pchin-jinem Hǎimén) je městský okres v Čínské lidové republice. Patří do městské prefektury Nan-tchung, která leží na jihovýchodě provincie Ťiang-su ve Východní Číně. Samotný Chaj-men se nachází na severním břehu Jang-c’-ťiang
naproti Šanghaji. Má necelý milion obyvatel a rozlohu 1148 čtverečních kilometrů.